# Tamolanica denticulata
Tamolanica denticulata es una especie de mantis de la familia Mantidae.

## Distribución geográfica
Se encuentra en Nueva Guinea.